# Кравченко Ганна Сергіївна
Ганна Сергіївна Кравченко (нар. 25 червня 1986) — українська спортсменка, академічна веслувальниця, бронзова призерка літньої Універсіади у Казані.

## Біографія

### Універсіада 2013
На літній Універсіаді, яка проходила з 6 по 17 липня у Казані, Ганна представляла Україну в академічному веслуванні у дисципліні двійка парна. та завоювала бронзову нагороду разом із Оленою Буряк.
З попередніх запливів дівчата вийшли відразу до півфіналу, зайнявши перше місце у своєму (7:29.27). У півфіналі українки посіли друге місце (7:11.94). Друге місце дозволило змагатись за медалі. У фіналі вони показали третій час (7:29.84), пропустивши вперед литовок Донату Вістартайте і Мільдью Вальчукайте та білоруський дует Тетяна Кухта/Катерина Шлюпська.

## Державні нагороди
- Медаль «За працю і звитягу» (25 липня 2013) — за досягнення високих спортивних результатів на XXVII Всесвітній літній Універсіаді в Казані, виявлені самовідданість та волю до перемоги, піднесення міжнародного авторитету України[7]